# Ohman Chehaibi
Ohman Chehaibi é um ex-futebolista tunisiano. Ele competiu na Copa do Mundo FIFA de 1978, sediada na Argentina, na qual a seleção de seu país terminou na nona colocação dentre os 16 participantes.

## Biografia
Chehaibi desempenha para o  Esportes da juventude Kairouan nas categorias de jovens, antes de se tornar titular sênior com a idade de 19.
Movendo-se para a posição de meia-atacante, ele está com Khemais Labidi uma dupla muito eficaz servir os atacantes Moncef Ouada e Jabbes Kacem, que permite a equipe após um primeiro contato com a elite 1972 para 1974, para retornar em vigor em  1975 e não demora para ganhar o  Championship  em  1977.
Essa façanha chamou a atenção para a juventude esportiva Kairouan e seus melhores elementos, Laabidi Ouada, Chehaibi, Jabbes e Fethi rimani, são selecionados  equipe nacional. Chehaibi participou da Copa das Nações Africanas de 1978 (1978) e fez parte do grupo selecionado para a Copa do Mundo de 1978.
Ele seguiu sua carreira até  1982 e depois escolheu uma carreira de treinador na Tunísia e nos países árabes do Golfo Pérsico, com pouco sucesso.